# Цреварска Страна
Цреварска Страна је насељено место у општини Гвозд, на Кордуну, Република Хрватска.

## Историја
Цреварска Страна се од распада Југославије до августа 1995. године налазила у Републици Српској Крајини.

## Становништво
На попису становништва 2011. године, Цреварска Страна је имала 161 становника.
| Попис 2011.‍ | Попис 2011.‍ | Попис 2011.‍ | Попис 2011.‍ | Попис 2011.‍ |
| ----------- | ----------- | ----------- | ----------- | ----------- |
|             |             |             |             |             |
| Срби        | Срби        |             | 127         | 78,88%      |
| Хрвати      | Хрвати      |             | 32          | 19,88%      |
| остали      | остали      |             | 2           | 1,24%       |
| укупно: 161 |             |             |             |             |

### Попис 1991.
На попису становништва 1991. године, насељено место Цреварска Страна је имало 425 становника, следећег националног састава:
| Попис 1991.‍  | Попис 1991.‍  | Попис 1991.‍ | Попис 1991.‍ | Попис 1991.‍ |
| ------------ | ------------ | ----------- | ----------- | ----------- |
|              |              |             |             |             |
| Срби         | Срби         |             | 404         | 95,05%      |
| Југословени  | Југословени  |             | 9           | 2,11%       |
| Хрвати       | Хрвати       |             | 5           | 1,17%       |
| Грци         | Грци         |             | 1           | 0,23%       |
| Словенци     | Словенци     |             | 1           | 0,23%       |
| Украјинци    | Украјинци    |             | 1           | 0,23%       |
| остали       | остали       |             | 2           | 0,47%       |
| неопредељени | неопредељени |             | 2           | 0,47%       |
| укупно: 425  |              |             |             |             |

### Аустроугарскипопис 1910.
На попису 1910. године насеље Цреварска Страна није било самостално. Као самостално насеље Цреварска Страна се исказује од 1921. године. Насеље Вргинмост (заједно са Цреварском Страном) је имало 707 становника, следећег националног састава:
- укупно: 707
- Срби — 628 (88,82%)
- Хрвати — 60 (8,48%)
- Мађари — 3 (0,42%)
- Немци — 3 (0,42%)
- остали — 13 (1,83%)